# Glidtackling

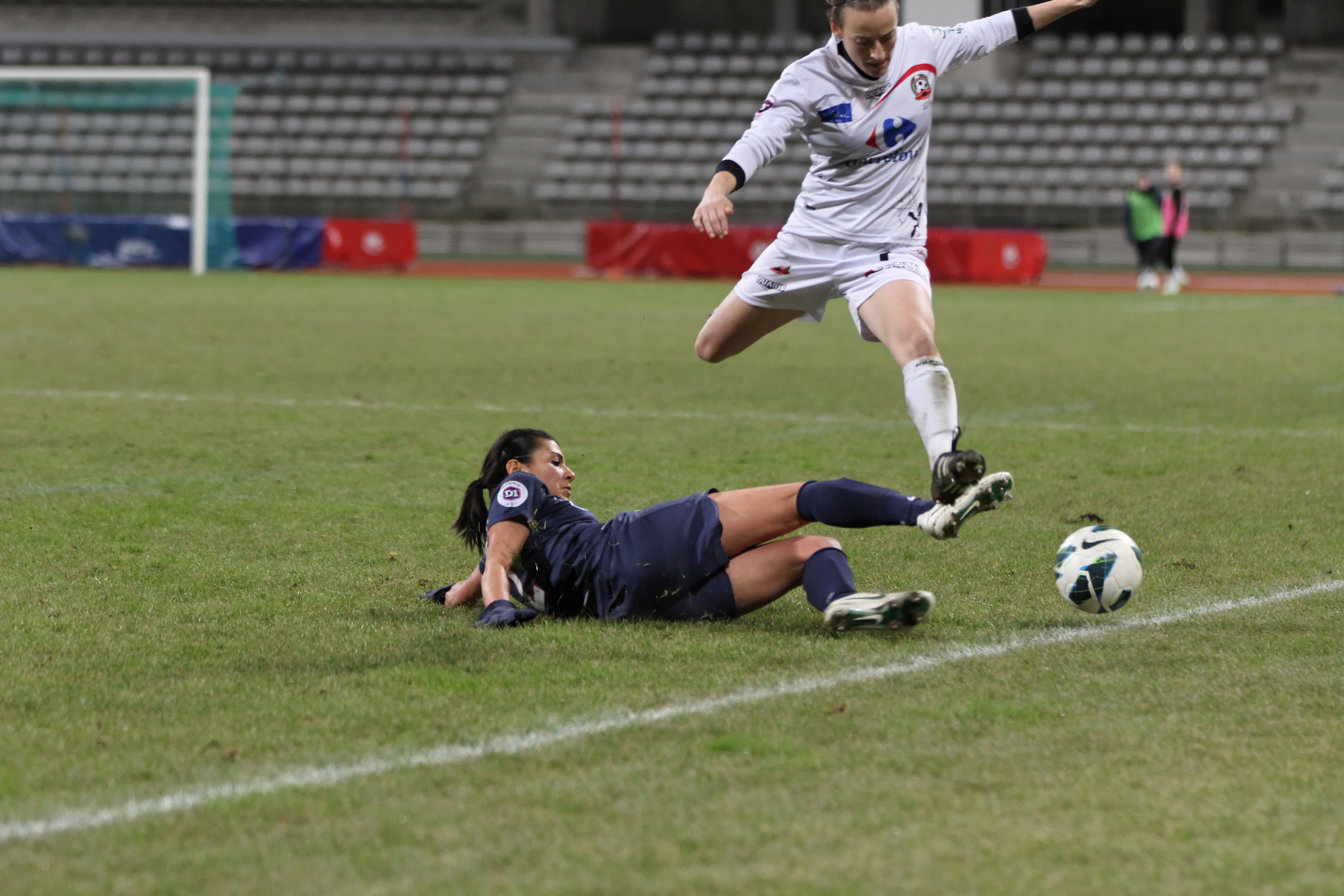
Kenza Dali i Paris Saint-Germain utför en glidtackling på Émilie Trimoreau i FCF Juvisy.

Glidtackling är en brytning i fotboll där en spelare tar bollen från motståndaren genom att slänga sig med benen före mot bollen. Glidtacklingar är mycket effektiva om de utförs rätt, men kan vara farliga för motståndaren och orsaka skador om de utförs fel.
En glidtackling som träffar motståndaren innan eller utan att träffa bollen är ett regelbrott. En glidtackling med dobbarna före (det vill säga en glidtackling med fotbollsskons dubbar riktade mot motståndaren) ska direkt resultera i rött kort.  En i övrigt våldsam glidtackling, ger ofta gult kort. En avsiktligt våldsam glidtackling med dubbarna före som träffar motståndaren (när bollen inte är i närheten) ger oftast rött kort och därmed utvisning. Det är upp till domaren att i varje fall avgöra hur situationen ska bedömas.